# Controlli di riproduzione

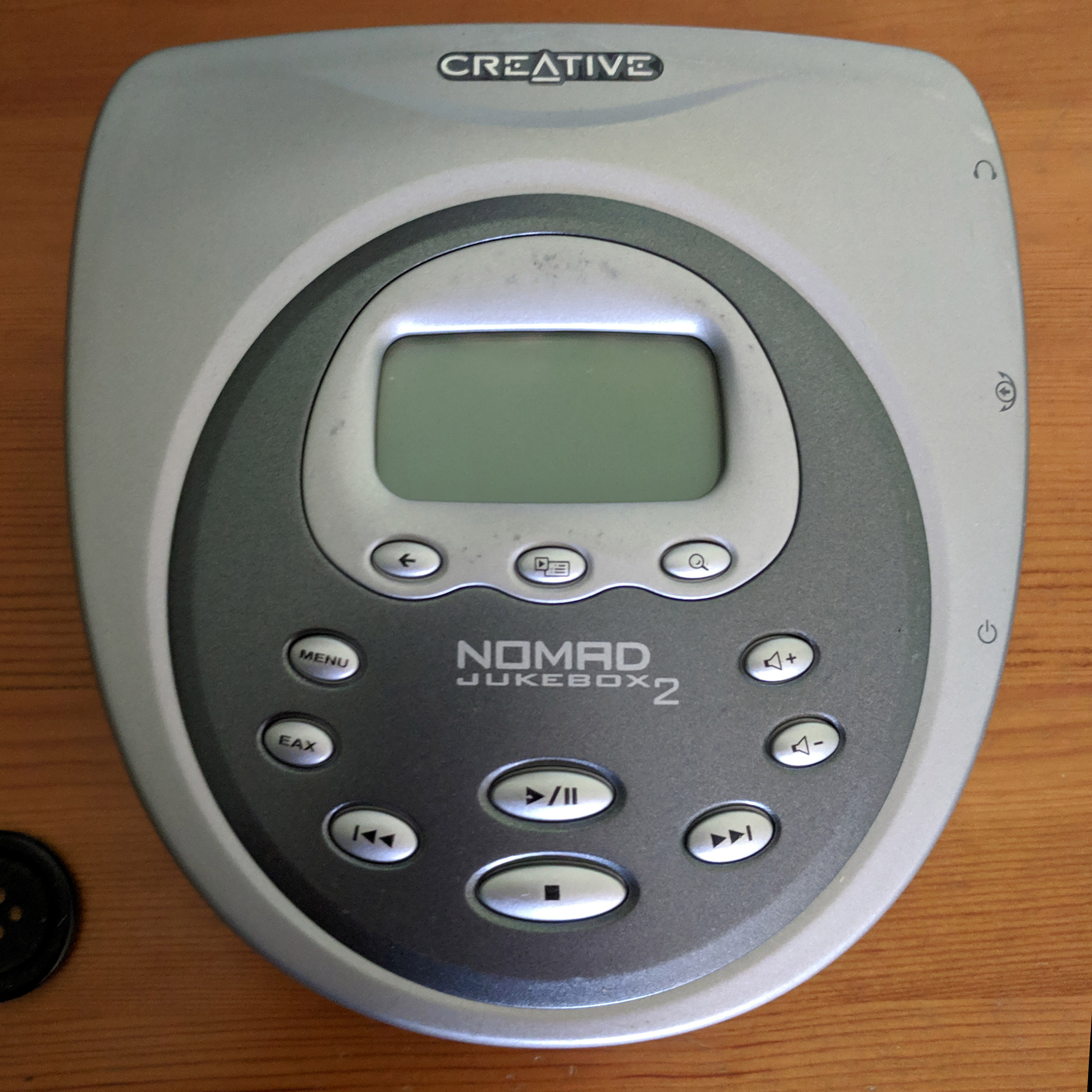
Controlli di riproduzione su un lettore MP3

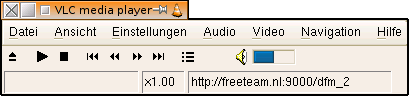
Controlli di riproduzione su un lettore multimediale

I controlli di riproduzione sono un insieme di icone utilizzate nell'ambito multimediale per riferirsi a funzioni predefinite che possono essere effettuate dall'utente. Lo standard ISO/IEC 18035 descrive l'aspetto e le specifiche di tali controlli, tra cui Play (avvia), Stop, Rewind (Torna indietro) e Loop (Ripeti).
Alcuni di questi controlli sono stati inseriti in diverse revisioni di Unicode, nei blocchi Miscellaneous Technical e Miscellaneous Symbols and Pictographs. Il simbolo Play appare nel logo di YouTube.